# Darren McGavin
William Lyle Richardson (Spokane, 7 de maio de 1922 — Los Angeles, 25 de fevereiro de 2006), mais conhecido como Darren McGavin, foi um ator norte-americano.